# 久伊豆神社 (久喜市江面)
久伊豆神社（ひさいずじんじゃ）は、埼玉県久喜市の神社。

## 歴史
創建年代は不明である。当地の旧家は平家の落人で、秩父地方から来て土着したという伝説を持っており、これらの旧家によって創建されたものと推測される。近くの善徳寺が別当寺であった。
1873年（明治6年）、近代社格制度に基づく「村社」に列せられ、1908年（明治41年）の神社合祀により、周辺の5社が合祀された。なお、その内2社は後に旧地に戻されている。また合祀された神社に「白山社」があり、その例祭を引き継いでいることから、別名「白山様」とも呼ばれている。

## 交通アクセス
- 路線バス久喜消防署入口停留所より徒歩28分。